# Philippa Frederiksen
Philippa Frederiksen, född 
Vilhelmine Amalie Heise 15 augusti 1870, död 21 april 1955, var en dansk skådespelare.

## Filmografi (urval)
- 1912 – Kärlekens offer
- 1912 – Komtessan Charlotte
- 1912 – Helvetesmaskinen eller Den Röda hanen
- 1911 – Champagneruset
- 1911 – Anförtrodda medel